# Timalie à ventre roux
Dumetia hyperythra
Genre
Espèce
Statut de conservation UICN

 LC  : Préoccupation mineure
La Timalie à ventre roux (Dumetia hyperythra) est une espèce de passereaux de la famille des Timaliidae. C'est la seule espèce du genre Dumetia. Elle était classée auparavant dans les Sylviidae.

## Description
Cette espèce mesure 13 cm de longueur y compris sa queue assez longue. Elle est brun-chamois au-dessus et orange au-dessous avec une couronne gris-roux. Trois des quatre sous-espèces ont la gorge blanche, mais D. h. hyperythra de l'est de l'Inde a la gorge concolore au ventre. Elle possède de courtes ailes arrondies et a un vol limité.

## Alimentation
Elle se nourrit essentiellement d'insectes et de nectar.

## Reproduction
Elle construit son nid dans un buisson, caché dans la masse dense du feuillage. La couvée est généralement de trois à quatre œufs.

## Répartition
Cet oiseau vit en Inde, au Sri Lanka et au sud-ouest du Népal.

## Habitat
Son habitat est les zones de broussailles et les prairies hautes. Cette espèce n'est pas migratrice.

## Sous-espèces
Selon A. Peterson, cet oiseau est représenté par 4 sous-espèces :
- Dumetia hyperythra abuensis Harington 1915 ;
- Dumetia hyperythra albogularis (Blyth) 1847 ;
- Dumetia hyperythra hyperythra (Franklin) 1831 ;
- Dumetia hyperythra phillipsi Whistler 1941.